# Daniel Leveau
Pour les articles homonymes, voir Leveau.
Daniel Leveau, né le 24 mars 1949 à Godisson, est un coureur cycliste français. Professionnel en 1973, il a remporté plusieurs courses amateures françaises (Tour de la Manche, Tour de Normandie, Circuit des Ardennes). En 2008, il s'impose sur le championnat du monde sur route de la catégorie masters 3.
Son fils, Jérémy Leveau, devient champion de France espoirs sur route, en 2014.

## Palmarès
- 1968
  - Prix de la Saint-Laurent
  - 3eb étape de la Route de France

- 1970
  - Champion de Normandie sur route

- 1971
  - Champion de Normandie sur route
  - Prix des Vins Nouveaux
  - 2e du Prix Albert-Gagnet
  - 2e de Paris-Connerré
  - 3e de Gournay-Eu

- 1972
  - Gournay-Eu
  - 5e étape de la Route de France (contre-la-montre)
  - 2e étape des Deux Jours cyclistes de Machecoul
  - 2e de la Route de France
  - 2e du Circuit des Remparts

- 1974
  - Tour de la Manche
  - Circuit des Remparts
  - 2e du Prix Albert-Gagnet
  - 2e du Grand Prix des Foires d'Orval

- 1975
  - Tour d'Ille-et-Vilaine
  - 1re étape des Deux Jours de Caen
  - 2e du Grand Prix Michel-Lair

- 1976
  - 2e étape des Trois Jours de Caen
  - 1re étape des Trois Jours de Vendée
  - Paris-Bagnoles-de-l'Orne
  - Circuit des Remparts
  - Tour d'Ille-et-Vilaine
  - Grand Prix des Foires d'Orval
  - 2e du Prix de la Saint-Laurent
  - 2e du Grand Prix de Fougères

- 1977
  - 1re étape du Circuit de Bretagne-Sud
  - Paris-Bagnoles-de-l'Orne
  - Prix de la Saint-Laurent
  - Grand Prix des Foires d'Orval
  - 2e du Circuit des Remparts

- 1978
  - Tour de l'Essonne :
    - Classement général
    - 1re et 4e étapes

  - Tour du Pays d'Auge
  - Prix de la Saint-Laurent
  - Grand Prix Liberté Dimanche :
    - Classement général
    - 1re étape

  - Grand Prix des Foires d'Orval
  - 3e du Tour de Seine-et-Marne

- 1979
  - Circuit des Ardennes :
    - Classement général
    - 2e, 3e et 4e étapes

  - 2e étape des Trois Jours de Caen
  - Circuit des Remparts
  - Prix de la Saint-Laurent
  - 1re étape du Tour de l'Essonne
  - 2e étape du Grand Prix Liberté Dimanche
  - 2e du Tour de Seine-et-Marne
  - 3e du Tour de l'Essonne

- 1980
  - Tour de la Manche
  - 2e étape des Trois Jours de Caen
  - Tour de Seine-et-Marne
  - Prix de la Saint-Laurent
  - Grand Prix Michel-Lair
  - 2e de Paris-Fécamp
  - 3e du Tour de l'Essonne

- 1981
  - Prix de la Foire au Boudin
  - Grand Prix Michel-Lair
  - Grand Prix de Monpazier
  - 2e du Circuit des Remparts
  - 3e de Manche-Atlantique
  - 3e du Grand Prix des Foires d'Orval

- 1982
  - Tour de Normandie
  - Tour du Pays d'Auge
  - 2e du Prix des Vins Nouveaux
  - 3e du Grand Prix des Foires d'Orval

- 1983
  - Bol d’or des amateurs
  - Trophée Robert Gauthier
  - Grand Prix de Monpazier
  - Prix des Vins Nouveaux

- 1984
  - Nocturne de Bar-sur-Aube
  - 2e de Manche-Océan

- 1985
  - Nocturne d'Aubervilliers
  - Critérium de Giberville
  - 3e du Tour de la Manche
  - 3e du Duo normand (avec Bernard Richard)

- 1987
  - 2e étape des Trois Jours de Vendée
  - 2e du Grand Prix de Blangy-sur-Bresle
  - 3e du Grand Prix des Foires d'Orval

- 2008
  -  Champion du monde sur route masters 3

## Biographie
- Christian Louis, Daniel Leveau : L'Ogre normand, Thuard et Doucet, 2014, 168 p.